# Lijst van Nederlandse deelnemers aan de Olympische Winterspelen van 1992
Dit is een lijst van Nederlandse deelnemers aan de Winterspelen van 1992 in Albertville.
| Olympiër                         | Sport      | Onderdeel                         | Ervaring  |
| -------------------------------- | ---------- | --------------------------------- | --------- |
| Christine Aaftink                | schaatsen  | 500 meter 1000 meter              | 2e Spelen |
| Thomas Bos                       | schaatsen  | 10000 meter                       | debutant  |
| Priscilla Ernst                  | shorttrack | 3000 meter aflossing              | debutant  |
| Yvonne van Gennip                | schaatsen  | 1500 meter 3000 meter             | 3e Spelen |
| Joëlle van Koetsveld van Ankeren | shorttrack | 500 meter 3000 meter aflossing    | debutant  |
| Arie Loef                        | schaatsen  | 500 meter 1000 meter              | debutant  |
| Herma Meijer                     | schaatsen  | 500 meter 1000 meter              | debutant  |
| Rintje Ritsma                    | schaatsen  | 500 meter 1000 meter 1500 meter   | debutant  |
| Lia van Schie                    | schaatsen  | 1500 meter 3000 meter 5000 meter  | debutant  |
| Gerard van Velde                 | schaatsen  | 500 meter 1000 meter              | debutant  |
| Bart Veldkamp                    | schaatsen  | 1500 meter 5000 meter 10000 meter | debutant  |
| Mark Velzeboer                   | shorttrack | 1000 meter                        | debutant  |
| Monique Velzeboer                | shorttrack | 500 meter 3000 meter aflossing    | debutant  |
| Simone Velzeboer                 | shorttrack | 500 meter 3000 meter aflossing    | debutant  |
| Leo Visser                       | schaatsen  | 1500 meter 5000 meter             | 2e Spelen |
| Sandra Voetelink                 | schaatsen  | 500 meter 1000 meter 1500 meter   | debutant  |
| Robert Vunderink                 | schaatsen  | 10000 meter                       | 2e Spelen |
| Falko Zandstra                   | schaatsen  | 1000 meter 1500 meter 5000 meter  | debutant  |
| Carla Zijlstra                   | schaatsen  | 1500 meter 3000 meter 5000 meter  | debutant  |